# Lamprolonchaea micantella
Lamprolonchaea micantella är en tvåvingeart som beskrevs av Mcalpine 1964. Lamprolonchaea micantella ingår i släktet Lamprolonchaea och familjen stjärtflugor. Inga underarter finns listade i Catalogue of Life.